# خلجان (سنقر)
خلجان (سنقر)، روستایی از توابع بخش مرکزی شهرستان سنقر در استان کرمانشاه ایران است.

## جمعیت
این روستا در دهستان باوله قرار دارد و براساس سرشماری مرکز آمار ایران در سال ۱۳۸۵، جمعیت آن ۹۵ نفر (۲۲خانوار) بوده‌است.
مردم آن غالبا کشاورز و کارگر فصلی میباشند . از جوانان دهه شصتی این روستا تعداد کثیری تحصیلات عالیه دارند و شاخص سواد در این روستا رقم بالایی را دارد . 
از دو طرف با رودخانه احاطه شده است و در فصل بهار و تابستان دارای هوای مناسب برای اقامت میباشد . در سال ۱۳۹۵ طرح هادی این روستا و عملیات گازرسانی و آبرسانی این روستا آغاز شده است ‌.